# Almere
Pour les articles homonymes, voir Almere (homonymie).
Ne doit pas être confondu avec Almería.
Almere est une commune et ville nouvelle néerlandaise, située dans la province du Flevoland. Avec 229 574 habitants en 2024, elle est la plus grande ville de la province, mais n'en est cependant pas le chef-lieu, qui est Lelystad.
Almere couvre une superficie de 248,77 km2, dont 119,58 km2 d'eau. Elle est bordée au nord par le Markermeer, à l'ouest par l'Ĳmeer et au sud par le Gooimeer. En 2022, Almere accueille la 7e édition de la Floriade.

## Histoire
Construit récemment, le polder initial du Flevoland du Sud est destiné à l'agriculture. Cependant, la baisse de la rentabilité agraire et l'augmentation parallèle des besoins fonciers pour l'agglomération d'Amsterdam conduisent à rediriger les terres asséchées vers une fonction résidentielle. Les premières constructions débutent en 1976, après avoir rendu le polder constructible, bien que le nom de Almere ne soit retenu qu'en 1984, d'après l'ancien lac Almere. Le lieu s'appelle auparavant Zuidelijke IJsselmeer Polders (Z.IJ.P).
Almere est longtemps décrite comme une ville-dortoir. Bien que de nombreuses entreprises et commerces se soient installés dans la ville, beaucoup de ses habitants travaillent ou étudient à Amsterdam, ce qui n'est pas sans poser de problèmes en termes de capacité routière ou ferroviaire. Toute la ville est située sous le niveau de la mer (de -2 à -5 mètres).

## Géographie

### Quartiers
La ville est composée de plusieurs quartiers véritablement distincts et comportant chacun un centre urbain avec toutes les activités de proximité : Almere Haven (premier quartier construit en 1976), Almere Stad (construit en 1980 et devenu le centre de la ville), Almere Buiten (construit à partir des années 1980), Almere Hout (reçoit ses premiers habitants et continue son aménagement) et Almere Poort (reçoit ses premiers habitants et continue son aménagement).
Un sixième quartier est planifié : Almere Pampus, en bordure de lac, dans l'ouest de la commune, intégrant un parc éolien dont la forme est élaborée avec le public. ReGen Village, auto-décrit comme un « Self-Sustaining Village », dont la construction commence mi-2017 — selon le modèle proposé par James Ehrlich, fondateur de ReGen Villages (scission de l'université Stanford), développant le Tesla of Ecovillages — en intégrant une infrastructure positive en énergie, eau et nourriture, fera partie du quartier.

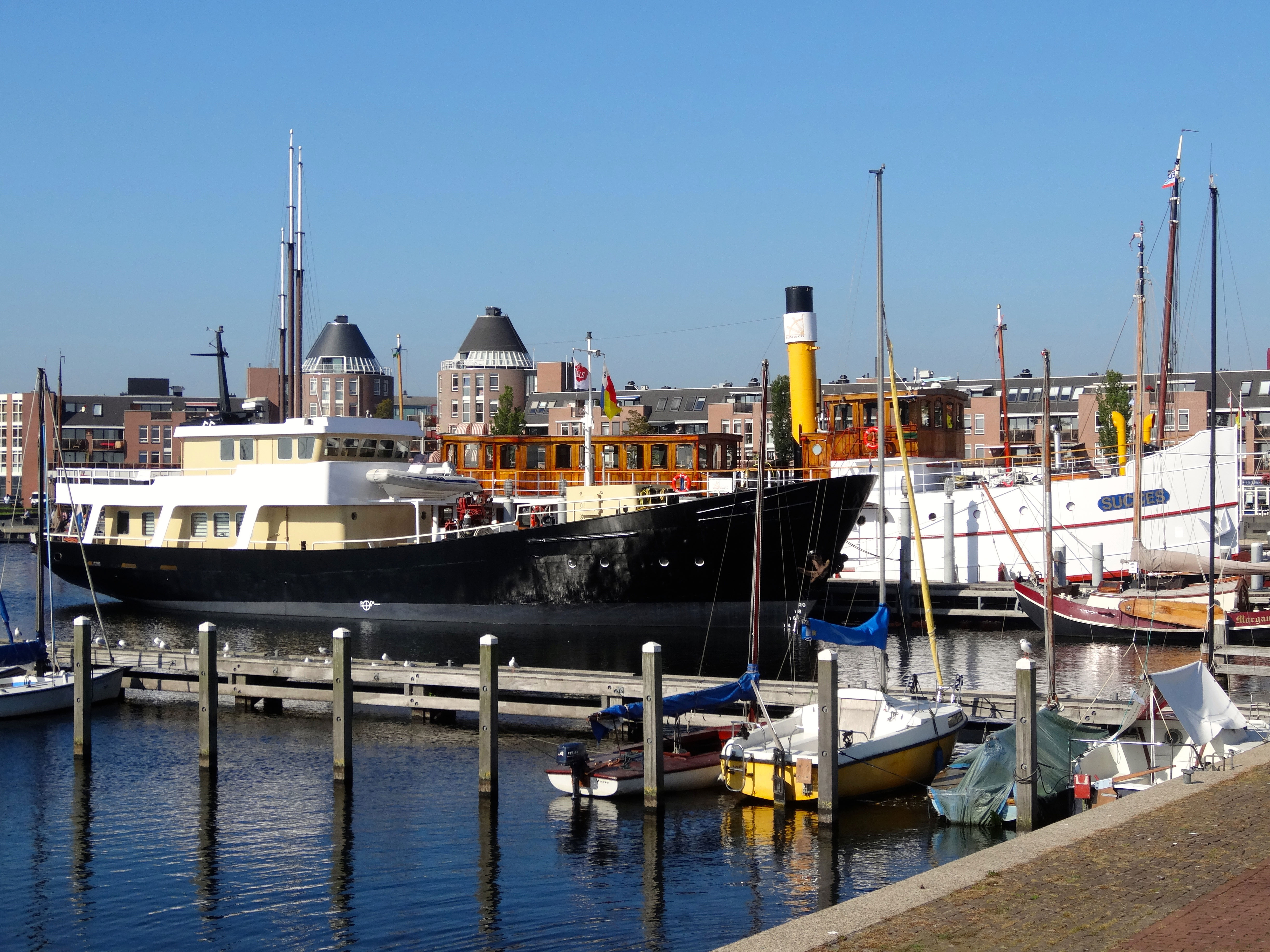
Almere-Haven.
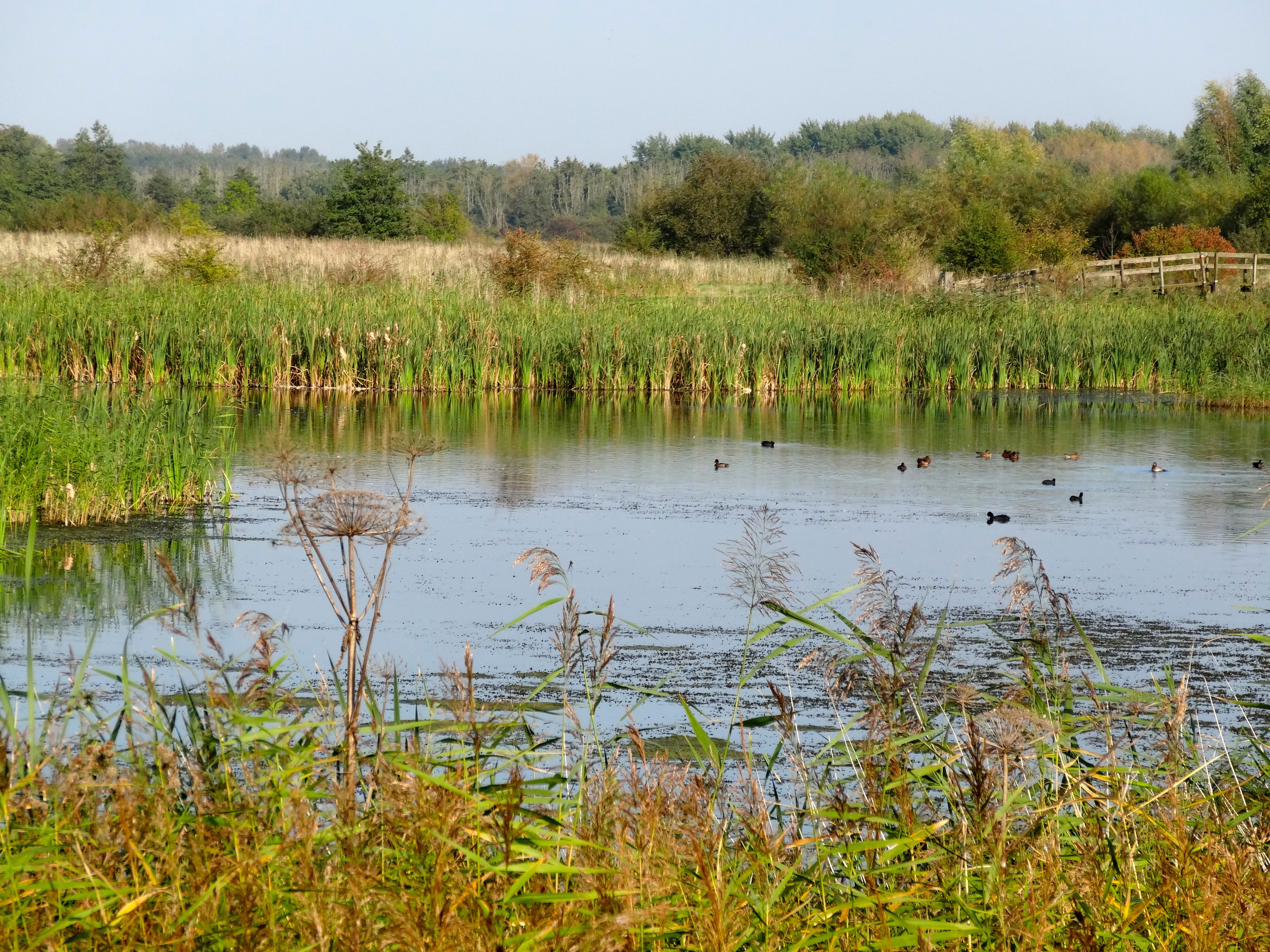
Kromslootpark.
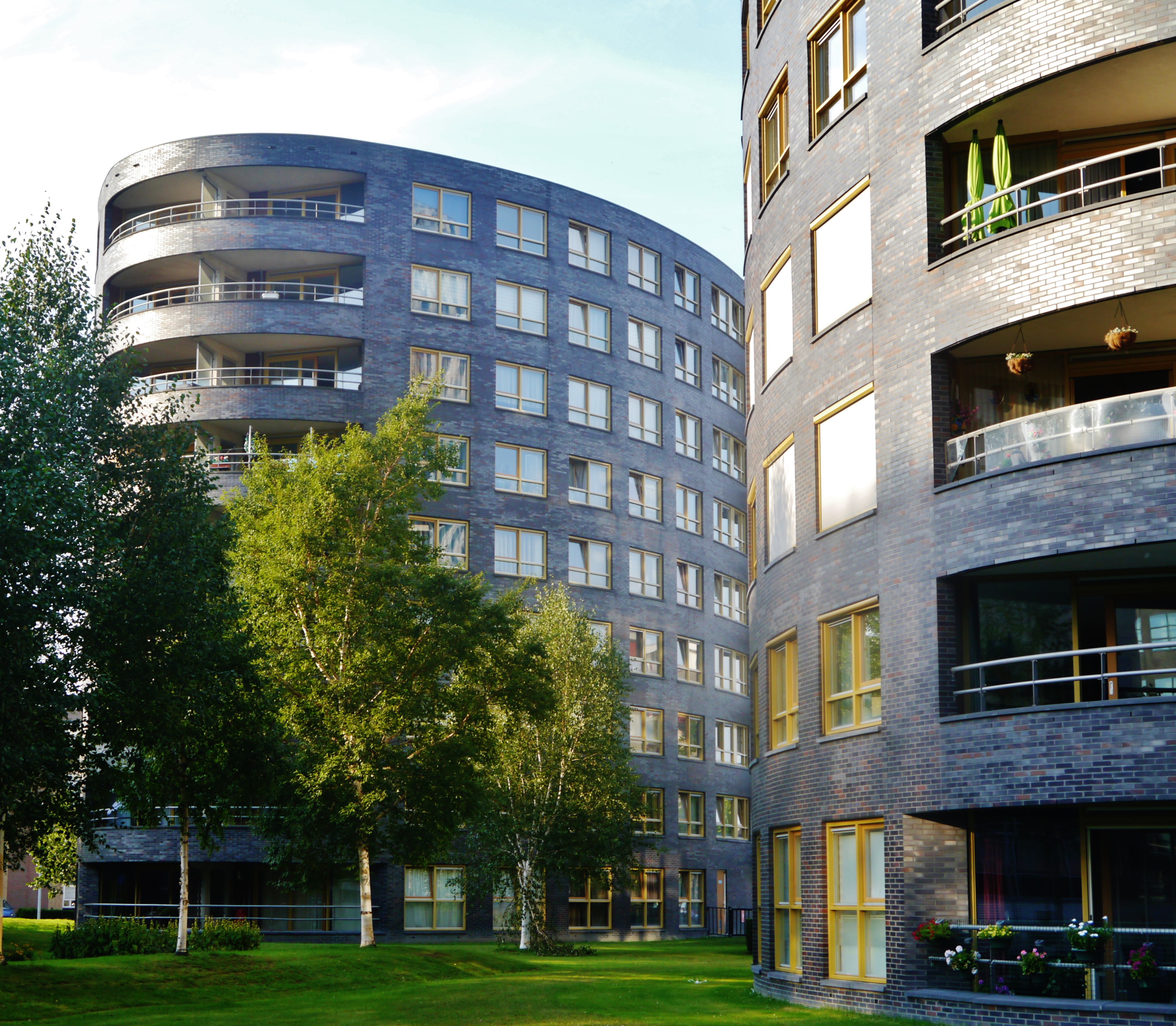
Almere-Stad.

### Transports
La commune est desservie par les autoroutes A6 et A27, ainsi que la ligne ferroviaire d'Amsterdam à Zwolle (Flevolijn), exploitée par Nederlandse Spoorwegen (NS). Six gares se trouvent sur la ligne : du sud-ouest au nord-est, Almere Poort, Almere Muziekwijk, Almere-Centre, Almere Parkwijk, Almere Buiten et Almere Oostvaarders. Seule la gare d'Almere-Centre est desservie par les services nationaux (Intercity), les autres étant exclusivement desservies par les services régionaux (Sprinter).

## Démographie
Voici la répartition des habitants par quartier :
|      | Haven  | Stad    | Buiten | Hout  | Poort | Total   |
| ---- | ------ | ------- | ------ | ----- | ----- | ------- |
| 1970 |        |         |        |       |       | 52      |
| 1975 |        |         |        |       |       | 47      |
| 1980 | 6 596  |         |        |       |       | 6 632   |
| 1985 | 21 410 | 17 240  | 1 559  |       |       | 40 297  |
| 1990 | 22 355 | 37 024  | 11 499 |       |       | 71 087  |
| 1995 | 22 376 | 58 816  | 22 740 | 564   |       | 104 496 |
| 2000 | 22 237 | 83 934  | 35 290 | 1 336 |       | 142 797 |
| 2005 | 22 590 | 103 560 | 47 358 | 1 366 |       | 175 008 |
| 2009 | 22 382 | 107 115 | 54 228 | 1 097 | 370   | 185 827 |
| 2011 | 22 012 | 108 513 | 54 848 | 1 165 | 5 980 | 193 156 |

## Futur

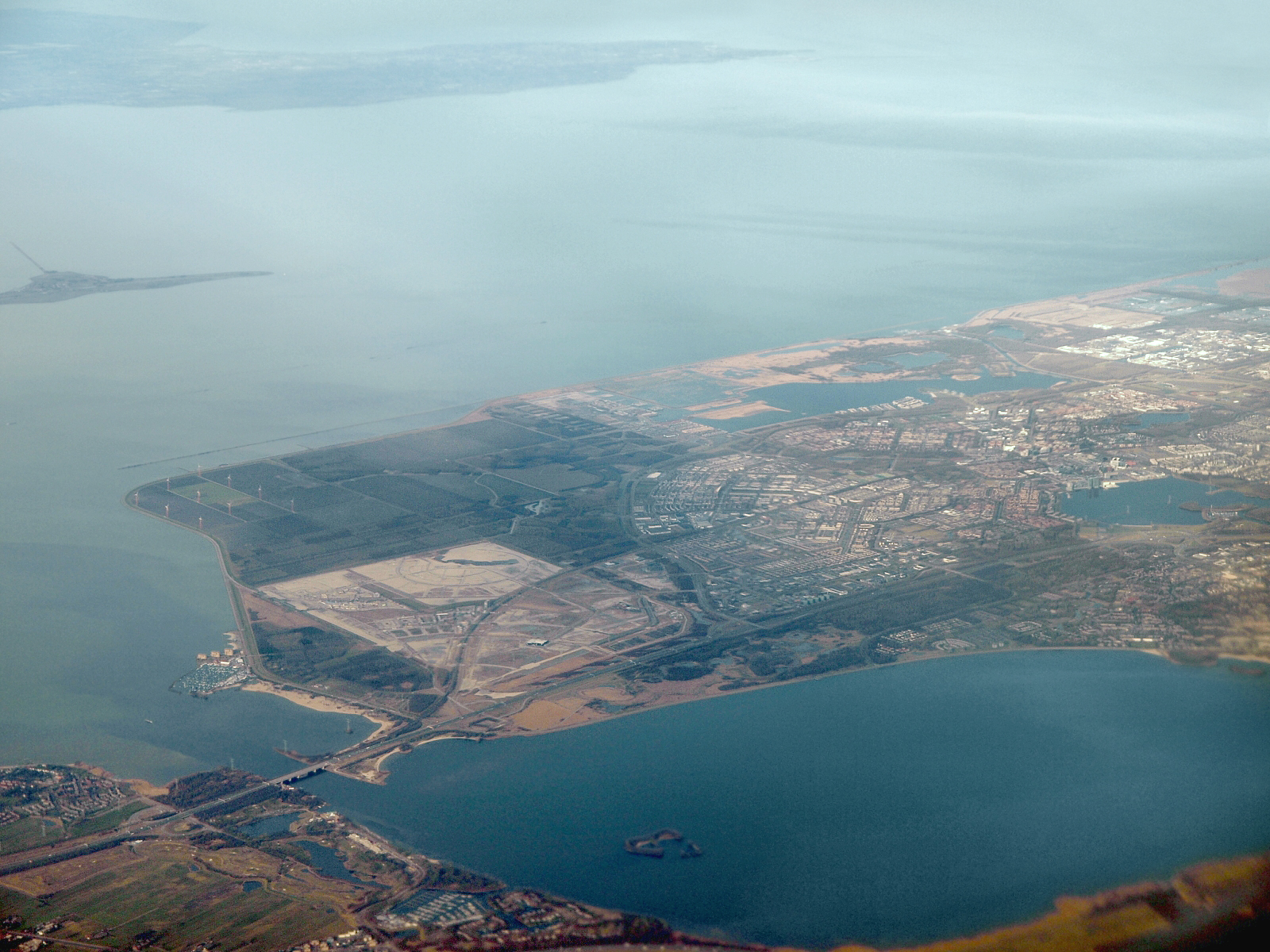
Vue aérienne des nouveaux quartiers en construction, en 2009.

Il est prévu qu'Almere compte 350 000 habitants en 2030. Plus de 60 000 nouvelles habitations vont être construites à cet effet. Grâce à cela, la ville deviendra la 5e du pays, après les quatre villes majeures de la Randstad que sont Amsterdam, Rotterdam, La Haye et Utrecht.
Les villes d'Amsterdam et Almere devraient essayer de croître ensemble, une liaison rapide entre les deux étant prévue, pont ou digue, avec des moyens de transport de type métro ou tram-train. D'autres projets pour améliorer les relations entre les deux villes sont à l'étude, dont une desserte ferroviaire sous ou sur l'Ĳmeer.

## Jumelages
Almere est jumelée aux villes suivantes :
- Aalborg (Danemark) depuis 1985 ;
- Rendsburg (Allemagne) depuis 2014[8] ;
- Växjö (Suède) depuis 1999.

## Personnalités liées à la ville
Les personnalités suivantes sont liées à la ville :
- Mike van der Hoorn (né en 1992), footballeur, né à Almere ;
- Bente Becker (née en 1985), femme politique, née à Almere ;
- Hedwiges Maduro (né en 1985), footballeur, né à Almere ;
- Urvin Monte (né en 1981), acteur et chanteur, né à Almere ;
- Yfke Sturm (née en 1981), mannequin, née à Almere ;
- Berdien Stenberg (née en 1957), flûtiste, célèbre pour son "Rondo Russo" en 1983, femme politique, élue à Almere ;
- Coen van Vrijberghe de Coning (1950-1997), acteur, doubleur, producteur, auteur-compositeur et chanteur, décédé à Almere ;
- Tim Beekman (1941-2006), acteur, décédé à Almere ;
- Geertje Wielema (1934-2009), nageuse, décédée à Almere ;
- Ella Snoep (1927-2009), actrice, décédée à Almere.

## Lieux et monuments
- La Cathédrale verte